# Alice Roberts (actrice belge)
 (janvier 2010).
Si vous disposez d'ouvrages ou d'articles de référence ou si vous connaissez des sites web de qualité traitant du thème abordé ici, merci de compléter l'article en donnant les références utiles à sa vérifiabilité et en les liant à la section « Notes et références ».
Pour les articles homonymes, voir Alice Roberts et Roberts.
Alice Roberte dite Alice Roberts, née le 29 juillet 1906 et morte le 29 octobre 1985, est une actrice belge.

## Biographie
Alice Roberts a commencé à tourner de la fin des années 1920 dans des films muets puis, à l'arrivée du parlant, elle a poursuivi sa carrière jusqu'à la fin des années 1930.
Elle est surtout connue pour le rôle de la comtesse Anna Geschwitz, amie lesbienne de Loulou dans Loulou du réalisateur Georg Wilhelm Pabst. Ce rôle est considéré comme étant le premier personnage lesbien de l'histoire du cinéma.
Elle meurt d'une crise cardiaque.

### Alice Roberts vue par Louise Brooks
Louise Brooks, dans sa biographie Lulu in Hollywood, en brosse un portrait peu élogieux. Lors du tournage de Loulou, elle se prenait pour la star, Louise Brooks n'étant qu'une actrice de complément. Dans la scène où elle danse le tango avec Loulou, elle ne la regardait pas et dirigeait son regard vers Pabst. Ce dernier, lorsqu'elle faisait la moue, l'emmenait hors champ et lui remontait le moral en lui parlant en français. Bien entendu Pabst avait de bonnes raisons d'être en bons termes avec Alice, le mari de celle-ci ayant investi de l'argent dans le film.

## Filmographie
- 1928 : Le Destin des Habsbourg (Das Schicksal dere von Habsburg) de Rolf Raffé : Louise de Cobourg
- 1928 : L'Île d'amour  / Bicchi de Berthe Dagmar et Jean Durand : la gouvernante
- 1929 : Loulou / La Boîte de Pandore (Die Büchse der Pandora) de Georg Wilhelm Pabst : la comtesse Anna Geschwitz
- 1929 : Miss Édith, duchesse de Émile-Bernard Donatien : Odette
- 1929 : Parjure (Perjury) de Georg Jacoby : Inge Sperber
- 1929 : Le Veuf joyeux (Der lustige Witwer) de Robert Land : Alice Dulac
- 1929 : La Femme rêvée de Jean Durand : Mercédès
- 1929 : Poliche (Der Narr seine Liebe) d'Olga Tchekhova : Pauline Laub
- 1930 : Détresse de Jean Durand : Paule Mérit
- 1930 : Quand nous étions deux de Léonce Perret : Lise Daltour
- 1930 : La Douceur d'aimer de René Hervil : Suzy Valbreuse
- 1931 : Le Costaud des PTT / Le Roi des facteurs de Jean Bertin et Rudolph Maté : Régine Desroses
- 1932 : Mon curé chez les riches de Émile-Bernard Donatien : Mme Cousinet
- 1937 : Le Spountz de Marcel Pagnol : Rita Camelio